# Gran Man
Le Gaanman (aussi orthographié Gran man) est un grand chef suprême coutumier et spirituel des ethnies bushinenguées en Guyane et au Suriname.
Il y en a 6 : 5 au Suriname et un du côté de la Guyane française (« Aluku Gaanman »); comme les 5 autres Gaanman, il bénéficie d'un statut spécial comme capitaine de communauté appelé « Gaan Lo ».
Chacune des 6 communautés Gaanman Lo, a son propre conseil traditionnel : les Gaanman comme principaux dirigeants de la communauté, un certain nombre de Kabiten comme dirigeants des différentes sous-communautés (Lo) et un certain nombre de Basiya comme assistants des Kabiten et des Gaanman dans chaque Lo.

## Ethnies désignant un Gran Man
Les ethnies suivantes désignent des Gran Man :
- Alukus (ou Bonis)
- Saamakas
- Pamakas
- Okanisi (ou Djukas)
- Kwiïntis
- Matawais